# Habia gutturalis
La piranga hormiguera sombría o habia ceniza (Habia gutturalis) es una especie de ave de la familia Cardinalidae; anteriormente clasificada en Thraupidae, endémica del noroeste de Colombia. Ocurre en tierras bajas hasta alrededor de los 1100 m.s.n.m. Típicamente visto en parejas y grupos siguiendo bandadas mixtas forrajeando en el dosel del bosque. El macho es de color gris ceniza con garganta y cresta rojo brillante, la hembra es similar a este pero más opaca. 

## Hábitat
Vive en el bosque húmedo, a lo largo de los arroyos y en los bordes del bosque, principalmente en el piedemonte, hasta los 1.700 m de altitud.

## Descripción
Mide en promedio 19 cm de longitud. El macho tiene plumaje principalmente gris pizarra con cresta color rojo escarlata; lados de corona a lados de garganta negros; centro de la garganta rojo rosa, más opaco y más oscuro en pecho. La hembra es similar, pero más opaca, con la garganta blanquecina teñida de rosado.

## Alimentación
Se alimenta de insectos que huyen de las hormigas guerreras.

## Reproducción
Construye un nido en forma taza profunda; la hembra pone dos huevos blancos grisáceos con muchas motas oscuras.